# Александровский сад (Новосибирск)
Александровский сад (также Сосновка, Сад имени Петухова) — парк, существовавший на территории современного Железнодорожного района Новосибирска. Был заложен в 1912 году. Площадь сада составляла 3 га.

## История
В 1912 году в северной части Фабричной улицы на участке естественного леса был создан сад, который назвали Александровским в честь Александра III. В новом парке построены эстрада и летний театр.
В 1920-е годы «Сосновка» перешла в ведение союза работников Коммунхоза. Здесь открыли клуб имени Петухова.
Издание «Советская Сибирь» в статье от 23 августа 1923 года пишет, что сад на равных правах использовался и клубом совработников, который, по мнению газеты, позволял «заносить в сад цирковые номера и нечто вроде тайн индийской магии и, таким образом, сравнивая этот сад с подмостками альгамбровских дельцов, от которых «пахнет ладаном». В будущем решено таких постановок не допускать. Сад «Сосновка» – уголок трудящихся, место отдыха и разумных развлечений. Здесь всё для рабочего и ничего во вред».
В 1930-е годы на территории сада были танцевальная площадка, летний театр с киноустановкой, фонтан, буфет, киоски.
В 1941 году на месте Сосновки появился эвакуированный из Московской области завод «Химпласт».

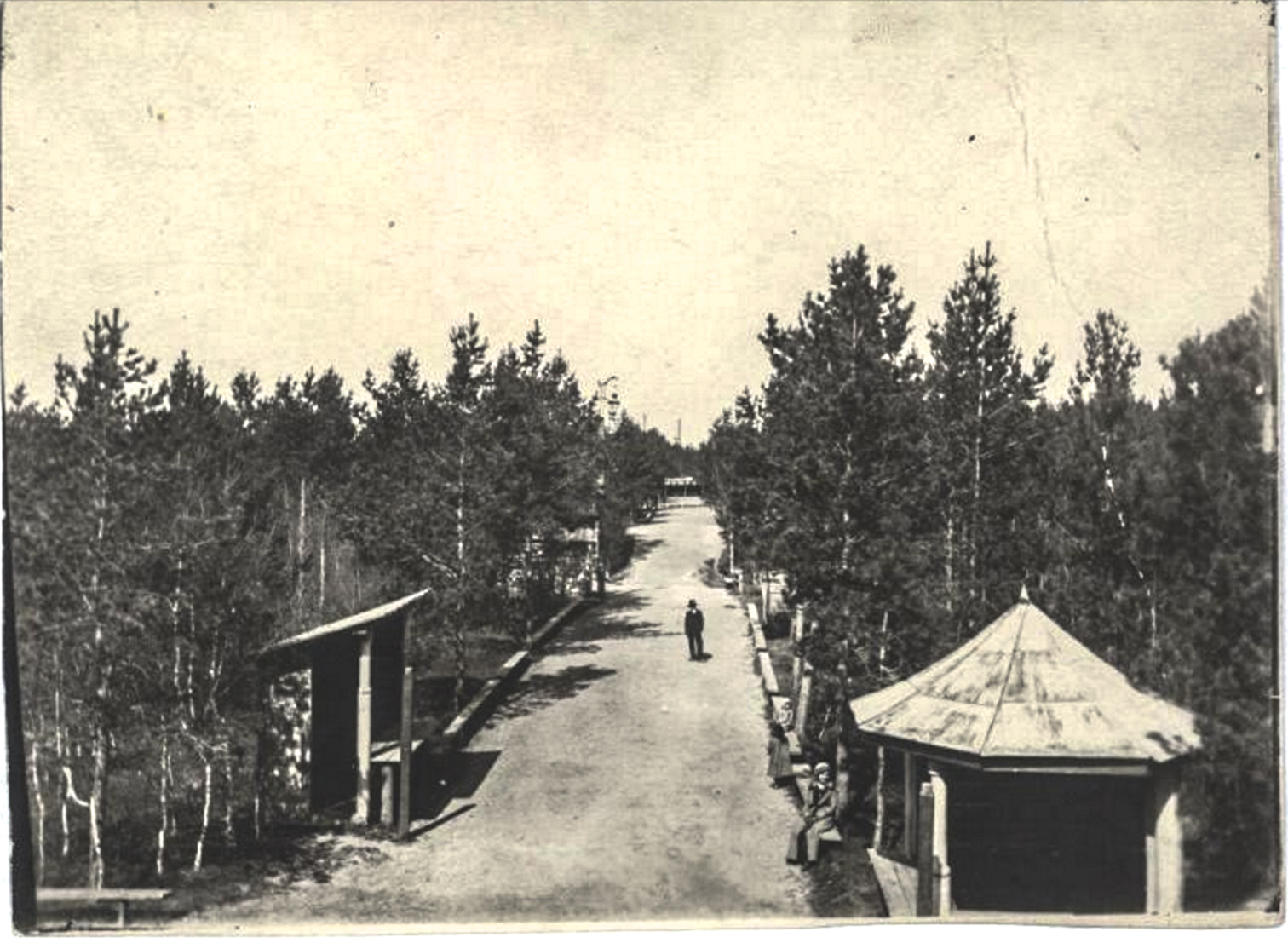
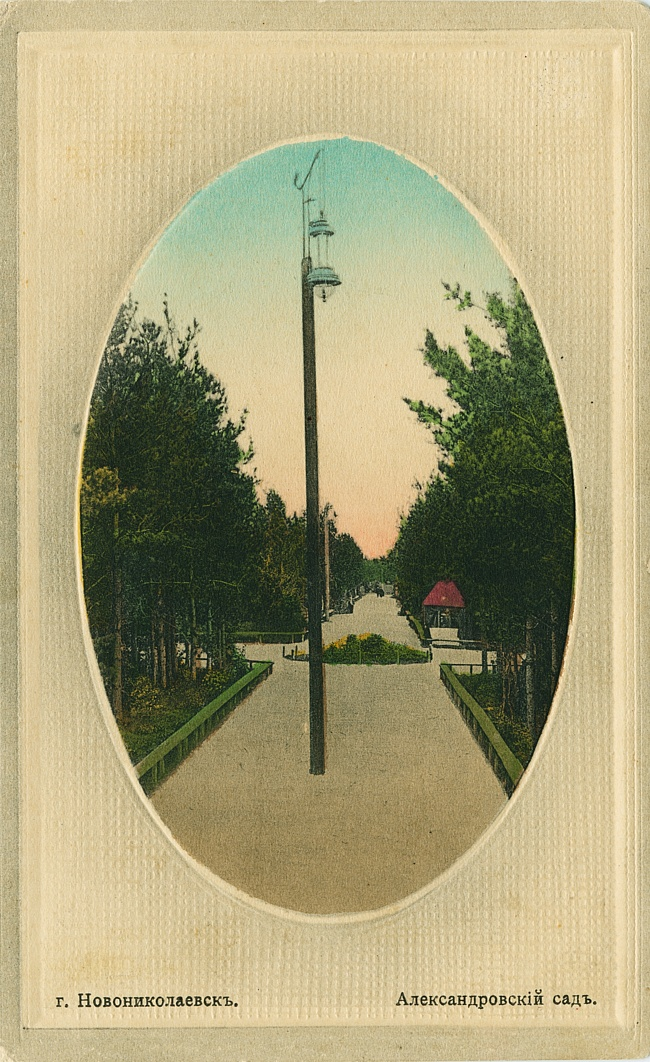
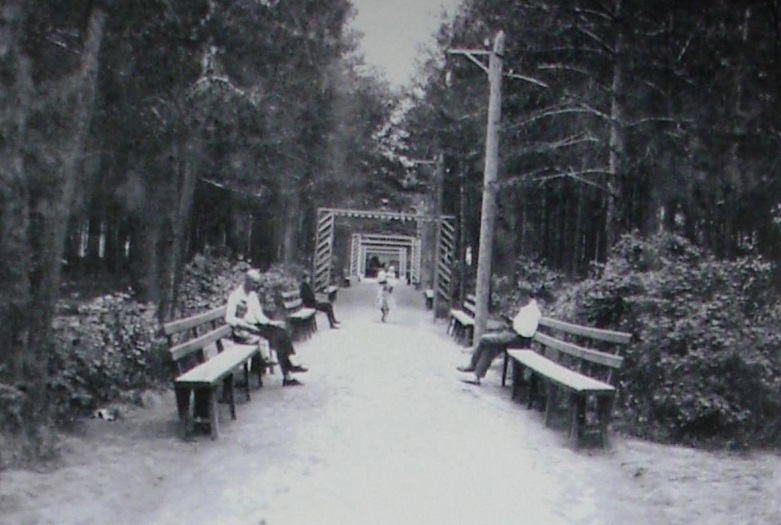
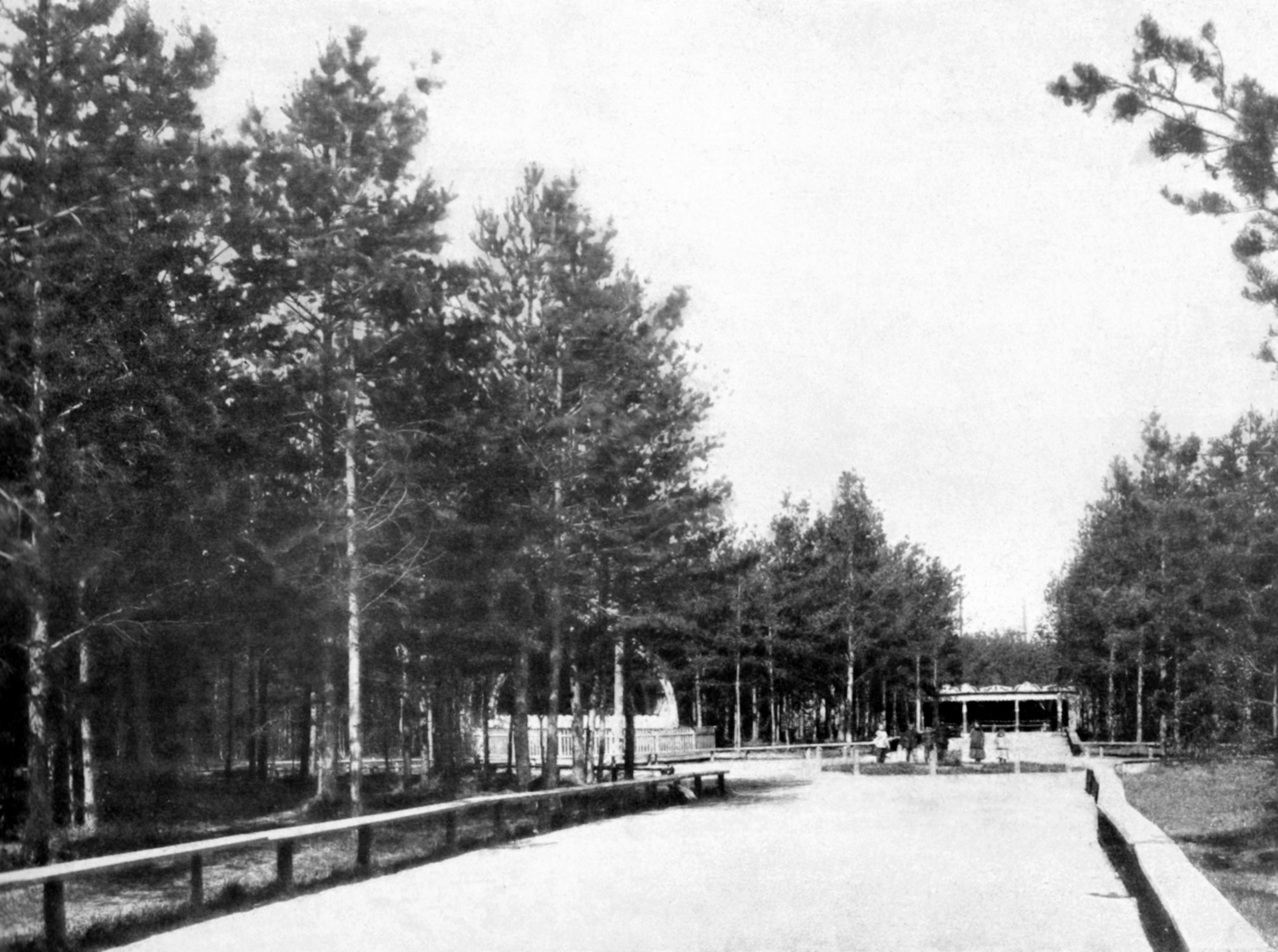
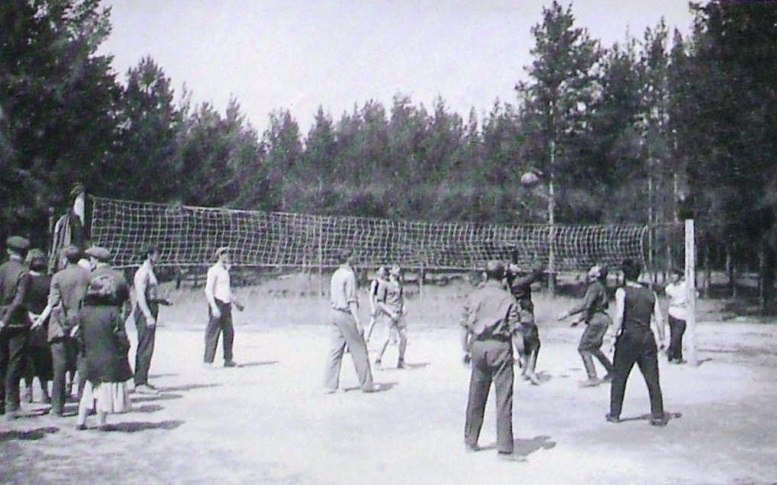

## Суд над бароном Фон Унгерном
15 сентября 1921 года в летнем театре сада состоялся демонстративный судебный процесс над бароном фон Унгерном, который длился 5 часов 20 минут.

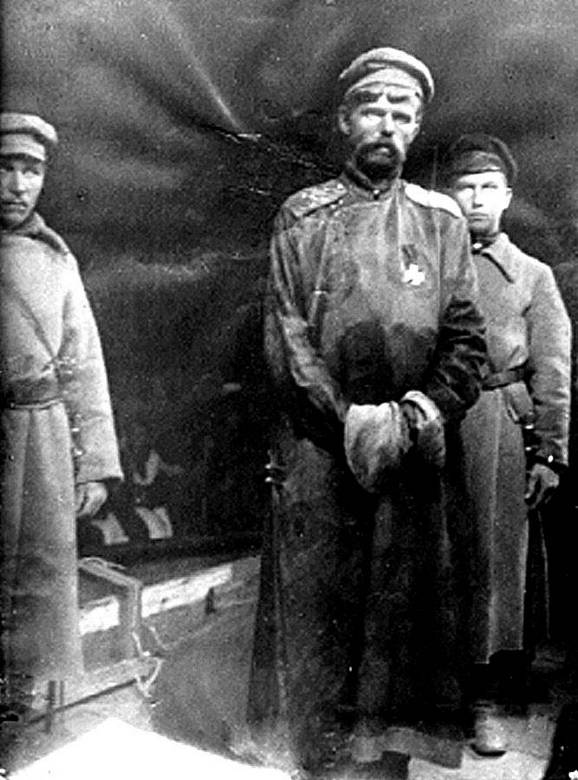
Барон фон Унгерн во время судебного процесса